# Puchar Włoch w piłce nożnej (1998/1999)
Puchar Włoch 1998/99 – 52 edycja rozgrywek piłkarskiego Pucharu Włoch.

## Półfinały
- Inter Mediolan - AC Parma 0:2 i 1:2
- Bologna FC - AC Fiorentina 0:2 i 2:2 (dogr.)

## Finał
- 14 kwietnia 1999, Parma: AC Parma - AC Fiorentina 1:1
- 5 maja 1999, Florencja: AC Fiorentina - AC Parma 2:2